# Адресний план
Адресний план (жарг. Адресник) — різновид загального плану в кінематографі і на телебаченні, призначений для позначення місця і часу дії. На відміну від телебачення, де адресний план несе суто інформаційне навантаження, у кінематографі він грає художню роль, показуючи взаємини персонажів фільму з навколишнім простором. Найчастіше епізод фільму або телесюжет починаються саме з адресного плану.

## Поняття, які позначають
Місце дії — адресний план позначає місто чи місцевість, в яких відбувається дія сюжету, або куди прибувають герої після подорожі. Для цього знімаються відомі будівлі або споруди, наприклад кадр з Кремлем або висотки МДУ говорить про те, що сюжет розгортається в Москві, а Петропавлівська фортеця вказує на Санкт-Петербург. У цій якості адресні плани активно використовуються, наприклад, у фільмі «Ялинки».
Час — іноді необхідно зорієнтувати глядачів, щоб позначити часовий розрив оповідання. Наприклад, якщо після денного епізоду відразу ж слід вечірній, перебивка з видом нічного міста дає зрозуміти, який відрізок часу пропущений на екрані. Це особливо важливо, коли основна дія відзнято в інтер'єрі, де зміна часу доби непомітна. Таким же чином може бути позначена епоха, коли в кадрі проїжджає старовинний паровоз або кінний візок. Наприклад, у фільмі «Назад у майбутнє» роль адресного плану після повернення Марті 1985 рік грає кадр з міським годинником, над якими пролітає вертоліт.
Взаємовідносини — у цьому випадку адресний план необхідний для збереження орієнтації глядача на сюжеті з безліччю дійових осіб Адресні загальні плани, змонтовані з великими дозволяють зрозуміти взаємне розташування персонажів і направлення їх діалогів. Прикладом може служити фільм «Гараж», в якому великі плани окремих акторів чергуються з адресними загальними і середніми, пояснюючи напрями поглядів і реплік.
Сюжет — адресний план може позначати не тільки місце дії, але сама дія. Наприклад, загальний план вулиці, на якій йде дощ, говорить про початок зливи, яка продовжує сюжет.